# Pulau Palawan
Pulau Palawan (en chinois : 巴拉湾岛, en malais : பல்லவன் கடற்கரை), est une île située dans le Sud-ouest de l'île principale de Singapour.

## Géographie

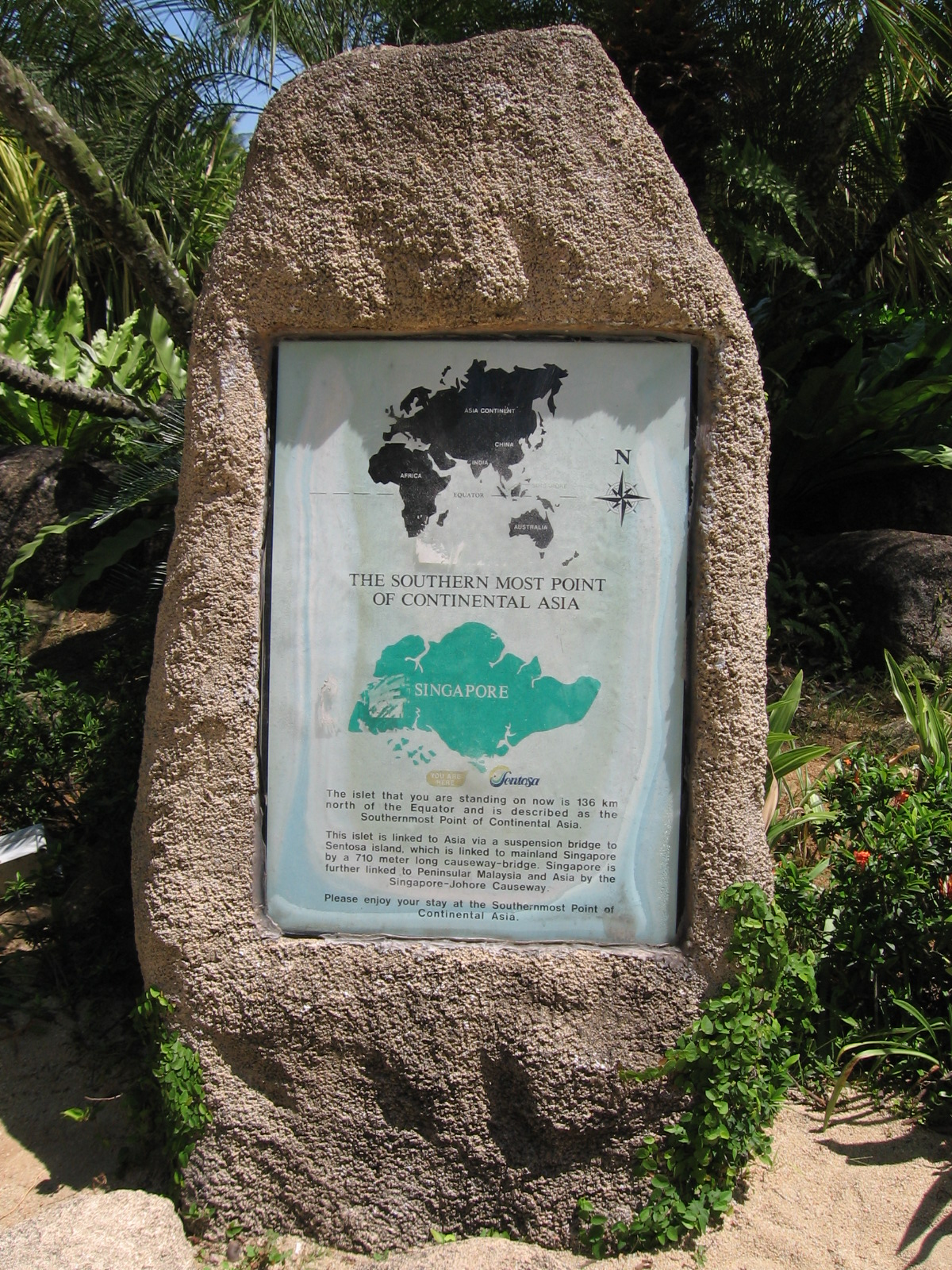
Panneau mentionnant que l'île serait le point le plus méridional de l'Asie continentale

Elle s'étend sur une longueur d'environ 166 m pour une largeur approximative de 40 m. Un panneau y indique qu'elle serait l'île la plus au sud de l'Asie continentale. 